# FK Skalka 2011
Fotbalový klub Skalka 2011 je český fotbalový klub z obce Skalka, hrající od sezony 2014/15 Okresní přebor Prostějovska. Klub byl založen v roce 2011 a své domácí zápasy hraje na hřišti v Klenovicích na Hané.

## Soupiska
| #  | Pozice | Hráč              |
| -- | ------ | ----------------- |
| 1  | B      | Antonín Glouzar   |
| 20 | B      | Pavel Molčík      |
| 15 | O      | Jaroslav Kaláb    |
| 6  | O      | Lukáš Mráček      |
| 5  | O      | Martin Cesar      |
| 14 | O      | Miroslav Janich   |
| 7  | O      | Ondřej Mlčoch     |
| 3  | O      | Petr Chytil       |
| 2  | O      | Petr Slamenec     |
| 10 | O      | Roman Pinkava     |
| 13 | Z      | Josef Ondrejkovič |

| #  | Pozice | Hráč           |
| -- | ------ | -------------- |
| 8  | Z      | Martin Glouzar |
| 12 | Z      | Martin Vogl    |
| 12 | Z      | Michael Jura   |
| 12 | Z      | Michal Šubrt   |
| 11 | Z      | Ondřej Spisar  |
| 7  | Z      | Pavel Mlčoch   |
| 16 | Ú      | David Mráček   |
| 17 | Ú      | David Novák    |
| 4  | Ú      | Jiří Karásek   |
| 11 | Ú      | Richard Prokop |
| 9  | Ú      | Roman Labounek |

## Umístění v jednotlivých sezonách
Legenda: Z - zápasy, V - výhry, R - remízy, P - porážky, VG - vstřelené góly, OG - obdržené góly, +/- - rozdíl skóre, B - body, červené podbarvení - sestup, zelené podbarvení - postup, fialové podbarvení - reorganizace, změna skupiny či soutěže
| Česko (2012 – ) |                             |        |    |    |       |    |     |    |      |    |        |
| Sezóny          | Liga                        | Úroveň | Z  | V  | R     | P  | VG  | OG | +/-  | B  | Pozice |
| 2012/13         | Základní třída Prostějovska | 10     | 28 | 24 | 1     | 3  | 138 | 33 | +105 | 73 | 2.     |
| 2013/14         | Okresní soutěž Prostějovska | 9      | 30 | 21 | 7     | 2  | 105 | 28 | +77  | 70 | 1.     |
| 2014/15         | Okresní přebor Prostějovska | 8      | 26 | 16 | 1 / 1 | 8  | 65  | 53 | +12  | 51 | 3.     |
| 2015/16         | Okresní přebor Prostějovska | 8      | 26 | 13 | 2 / 2 | 9  | 64  | 48 | +16  | 45 | 4.     |
| 2016/17         | Okresní přebor Prostějovska | 8      | 26 | 11 | 0 / 3 | 12 | 58  | 54 | +4   | 36 | 9.     |
| 2017/18         | Okresní soutěž Olomoucka    | 9      | 18 | 16 | 2     | 0  | 109 | 12 | +97  | 50 | 1.     |
| 2018/19         | Okresní přebor Prostějovska | 8      | 26 | 9  | 5     | 12 | 54  | 64 | -10  | 33 | 10.    |
| 2019/20         | Okresní přebor Prostějovska | 8      | 13 | 6  | 1     | 6  | 28  | 35 | -7   | 20 | 8.     |

Poznámky:
- 2014/15: Od sezóny 2014/15 se hraje v okresních soutěžích na Prostějovsku tímto způsobem: Pokud zápas skončí nerozhodně, kope se penaltový rozstřel. Jeho vítěz bere 2 body, poražený pak jeden bod. Za výhru po 90 minutách jsou 3 body, za prohru po 90 minutách není žádný bod.